# Pawilon Centrali Zaopatrzenia Szkół w Szczecinie
Pawilon Centrali Zaopatrzenia Szkół (pot. Cezas) – modernistyczny pawilon handlowo-usługowy, zlokalizowany na narożniku ulicy Generała Ludomiła Rayskiego i alei Wyzwolenia, na osiedlu Centrum, w szczecińskiej dzielnicy Śródmieście.

## Opis
Pawilon jest obiektem dwukondygnacyjnym, pokrytym płaskim dachem z niewielką nadbudówką. Parter budynku wysunięto częściowo poza lico elewacji północnej. Od strony alei Wyzwolenia do parteru przylegał pierwotnie zadaszony pasaż. Cechą charakterystyczną fasady pierwszego piętra jest duże okno zajmujące całą szerokość budynku, osłonięte umieszczonymi blisko siebie żelbetowymi panelami. Klatkę schodową łączącą poszczególne piętra wybudowano od strony ówczesnej ulicy Karola Świerczewskiego (dziś ulica Rayskiego). Wnętrze klatki doświetlono pionowym oknem. Tylną elewację pawilonu udekorowano niewielkim wykuszem obłożonym kamieniami.

## Historia
Pawilon wzniesiono w latach 1967–1969 według projektu szczecińskiego architekta Mariana Rąbka z przeznaczeniem na siedzibę Centrali Zaopatrzenia Szkół. Z biegiem lat obiekt zmienił przeznaczenie i stał się siedzibą firm handlowo-usługowych. Usunięto neony, wymieniono część okien, wyburzono pasaż obok parteru, a okna klatki schodowej i płyty przysłaniające okno pierwszej kondygnacji zasłonięto reklamami. W 2007 r. wykonano termomodernizację fasady.
6 października 2017 r. wojewódzki konserwator zabytków rozpoczął postępowanie dotyczące wpisania pawilonu do rejestru zabytków. Krótko później z frontu usunięto reklamy odsłaniając żelbetowe panele pierwszego piętra. Ostatecznie pawilon nie został umieszczony w rejestrze zabytków, lecz jedynie w ich gminnej ewidencji z uwagi na istotne przekształcenia dokonane względem oryginalnych rozwiązań architektonicznych.
Koncepcja przebudowy pawilonu była przedmiotem pracy dyplomowej „Projekt adaptacji budynku "CEZAS" w Szczecinie na filię Miejskiej Biblioteki” autorstwa absolwentki Wydziału Architektury Zachodniopomorskiego Uniwersytetu Technologicznego w Szczecinie, nagrodzonej przez prezydenta Szczecina Piotra Krzystka.